# Tom Nolan (Politiker)
Thomas „Tom“ Nolan (irisch Tomás Ó Nualláin, * 27. Juli 1921 in Myshall, County Carlow; † 17. August 1992) war ein irischer Politiker der Fianna Fáil.

## Biografie
Nach dem Schulbesuch trat er in den Dienst der Irischen Streitkräfte (Óglaigh na hÉireann). Nach seinem Ausscheiden aus dem aktiven Militärdienst wurde er durch den damaligen Premierminister (Taoiseach) Seán Lemass 1961 zum Mitglied des Senats (Seanad Éireann) nominiert und begann damit seine politische Laufbahn für die Fianna Fáil.
Anschließend wurde er 1965 erstmals zum Abgeordneten (Teachta Dála des Unterhauses (Dáil Éireann)) gewählt und vertrat in diesem nach vier anschließenden Wiederwahlen bis 1982 die Interessen des Wahlkreises Carlow-Kilkenny. Zugleich war er während dieser Zeit von 1973 bis 1979 nach dem Beitritt Irlands zu den Europäischen Gemeinschaften delegiertes Mitglied des Europäischen Parlaments.
Am 25. März 1980 wurde er von Premierminister Charles J. Haughey zum Staatsminister im Ministerium für Gesundheit und soziale Wohlfahrt berufen und übernahm damit als „Juniorminister“ sein erstes Regierungsamt. Im Rahmen einer Kabinettsumbildung wurde er danach am 16. Dezember 1980 zum Arbeitsminister ernannt und gehörte der ersten Regierung Haughey bis zum Ende von dessen Amtszeit am 30. Juni 1981 an.
Nach seinem Ausscheiden aus der Politik war er als Großhändler tätig. Sein Sohn Matthew J. Nolan war ebenfalls als Politiker Abgeordneter im Dáil Éireann und im Seanad Éireann.